# Beaucanton
Beaucanton est un village du secteur de Valcanton de la municipalité québécoise d'Eeyou Istchee Baie-James en Jamésie, dans la région administrative du Nord-du-Québec.

## Géographie
Beaucanton est située presque exactement sur le 49e parallèle nord, au nord-ouest de Normétal, à l'extrême sud de la région du Nord-du-Québec à environ 737 km de Montréal et 984 km de la ville de Québec.
On y accède via la route 393.

## Histoire

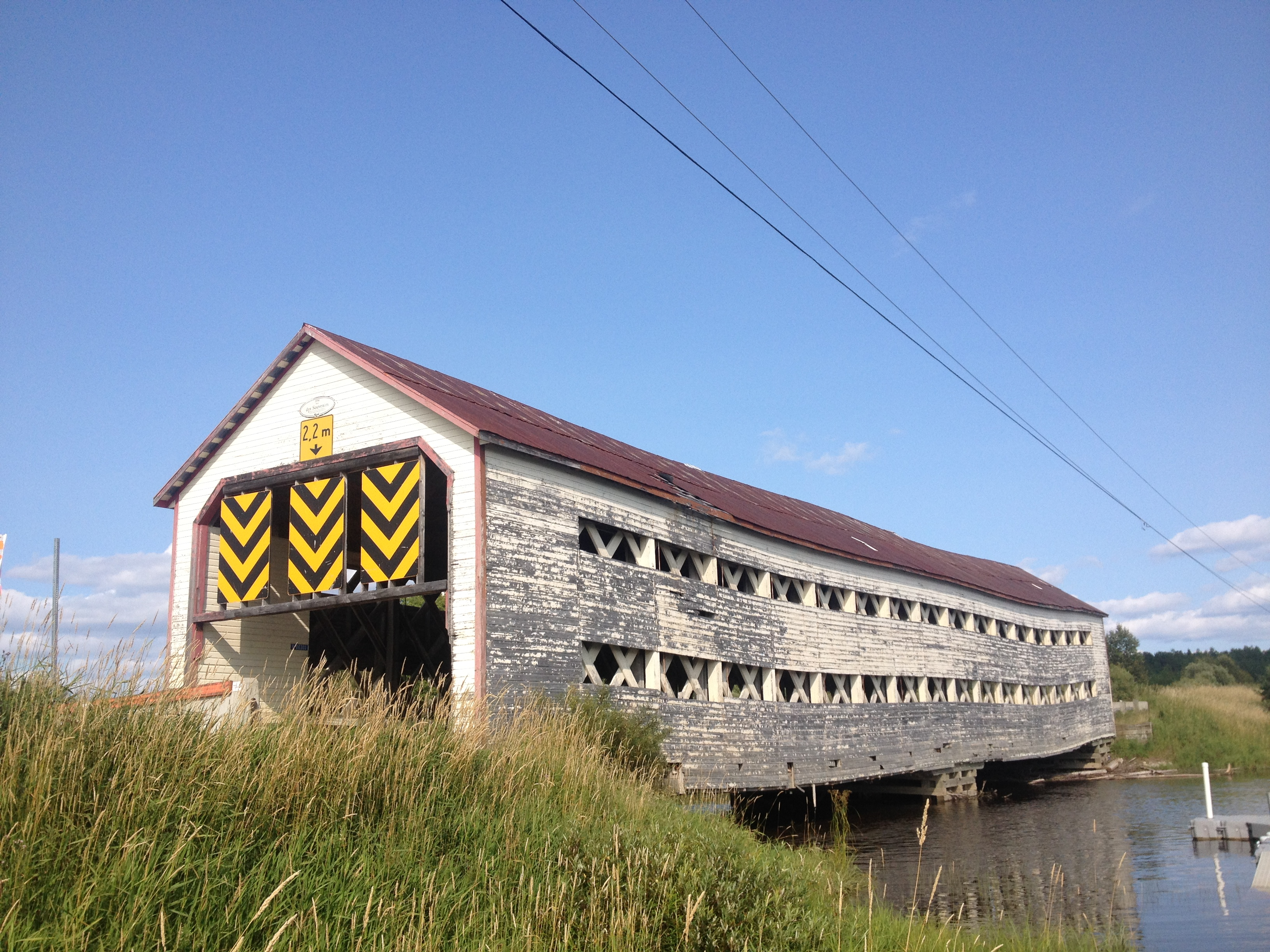
Le pont des Souvenirs est un pont couvert enjambant la rivière Turgeon. Situé sur le chemin des 2e et 3e Rangs à Beaucanton, il a été construit en 1954 et fermé à la circulation en 2010.

Beaucanton est fondée dans le contexte de la Grande dépression des années 1930. À l'époque, Iréné Vautrin, ministre de la Colonisation, de la Chasse et des Pêcheries lance un plan de la colonisation de l'Abitibi-Témiscamingue. Le Plan Vautrin encourage alors les familles du sud du Québec à peupler cette région éloignée et à s'y lancer dans l'agriculture,.
La fondation de la paroisse est attribuée à   l'abbé Félix-Antoine Savard vers 1935, un an après la création d'une société de colonisation dans Charlevoix. En 1940, on fait la proclamation du canton de Rousseau. À cette date on commence la construction de l'église Saint-Joachim-de-Rousseau.
En 1998, les villages de Beaucanton, Villebois et Val-Paradis sont officiellement rattachés au Nord-Du-Québec.

## Démographie
En 2011, ce lieu comptait 116 habitants.

## Attraits
- Pont des Souvenirs. Pont couvert, construit en 1954 sur la rivière Turgeon[6].
- Pont Maurice-Duplessis. Pont couvert, construit en 1948 sur la rivière Turgeon[7].
- Lac Pajegasque. Secteur de villégiature, plage, sentiers pédestres et motorisés[8].